# CEMAC Cup 2013
De CEMAC Cup 2013 was de achtste CEMAC Cup. Eerder was dit toernooi bekend als het UDEAC kampioenschap. De CEMAC Cup is een toernooi voor landen uit Centraal-Afrika, die aangesloten zijn bij de CEMAC. Dit toernooi werd gehouden in Gabon. Het thuisland won het toernooi voor de eerste keer door in de finale de Centraal-Afrikaanse Republiek met 2–0 te verslaan. Congo-Brazzaville werd derde.

## Deelnemers
Aan het toernooi deden zes teams mee, verdeeld over twee groepen (drie in groep A en drie in groep B). Van elke groep gingen de eerste twee door naar de volgende ronde (halve finale). De winnaars van de halve finales gingen naar de finale, de verliezers speelden om de derde en vierde plaats.

## Groepsfase

### Groep A
| Team               | Ptn. | GS | W | G | V | GV | GT | DS |
| ------------------ | ---- | -- | - | - | - | -- | -- | -- |
| Gabon              | 6    | 2  | 2 | 0 | 0 | 5  | 1  | +4 |
| Kameroen           | 3    | 2  | 1 | 0 | 1 | 2  | 4  | –2 |
| Equatoriaal-Guinea | 0    | 2  | 0 | 0 | 2 | 2  | 4  | –2 |

|                                    |                                           |       |          |                                |
| 9 december 2013 «onderlinge duels» | Gabon                                     | 3 – 0 | Kameroen | Scheidsrechter: Flavien Soumou |
| 9 december 2013 «onderlinge duels» | 13' (e.d.) Makon 38' Mouele 90+2' Yacouya |       |          | Scheidsrechter: Flavien Soumou |

|                                     |                |       |                    |                                       |
| 12 december 2013 «onderlinge duels» | Kameroen       | 2 – 1 | Equatoriaal-Guinea | Scheidsrechter: Mahamat Alhadj Allaou |
| 12 december 2013 «onderlinge duels» | 57', 67' Makon |       | 31' Peque          | Scheidsrechter: Mahamat Alhadj Allaou |

|                                     |                |       |                    |                                     |
| 15 december 2013 «onderlinge duels» | Gabon          | 2 – 1 | Equatoriaal-Guinea | Scheidsrechter: Jean Marie Koyakobo |
| 15 december 2013 «onderlinge duels» | 5', 71' Cousin |       | 27' Fidjeu         | Scheidsrechter: Jean Marie Koyakobo |

### Groep B
| Team                          | Ptn. | GS | W | G | V | GV | GT | DS |
| ----------------------------- | ---- | -- | - | - | - | -- | -- | -- |
| Centraal-Afrikaanse Republiek | 3    | 2  | 1 | 1 | 0 | 1  | 0  | +1 |
| Congo-Brazzaville             | 3    | 2  | 1 | 1 | 0 | 1  | 0  | +1 |
| Tsjaad                        | 0    | 2  | 0 | 0 | 2 | 0  | 2  | –2 |

|                                     |        |          |                   |                                |
| 11 december 2013 «onderlinge duels» | Tsjaad | 0 – 1    | Congo-Brazzaville | Scheidsrechter: Juenkou Wandji |
| 11 december 2013 «onderlinge duels» |        | 27' Ndey |                   | Scheidsrechter: Juenkou Wandji |

|                                     |                               |       |        |                                      |
| 13 december 2013 «onderlinge duels» | Centraal-Afrikaanse Republiek | 1 – 0 | Tsjaad | Scheidsrechter: Yves Roponat Mbourou |
| 13 december 2013 «onderlinge duels» | 7' Limane                     |       |        | Scheidsrechter: Yves Roponat Mbourou |

|                                     |                   |       |                               |                             |
| 16 december 2013 «onderlinge duels» | Congo-Brazzaville | 0 – 0 | Centraal-Afrikaanse Republiek | Scheidsrechter: Esono Eyang |
| 16 december 2013 «onderlinge duels» |                   |       |                               | Scheidsrechter: Esono Eyang |
| 16 december 2013 «onderlinge duels» | Strafschoppen     |       |                               | Scheidsrechter: Esono Eyang |
| 16 december 2013 «onderlinge duels» | 4 – 5             |       |                               | Scheidsrechter: Esono Eyang |

## Knock-outfase
|  | halve finale                  | halve finale                  |   |                   | finale       | finale |
|  |                               |                               |   |                   |              |        |
|  | 18 december                   |                               |   |                   |              |        |
|  | Gabon                         | 1                             |   |                   |              |        |
|  | Congo-Brazzaville             | 0                             |   |                   |              |        |
|  |                               |                               |   |                   |              |        |
|  |                               |                               |   |                   | 21 december  |        |
|  |                               |                               |   |                   | Gabon        | 2      |
|  |                               | Centraal-Afrikaanse Republiek | 0 |                   |              |        |
|  |                               |                               |   |                   |              |        |
|  |                               |                               |   |                   | derde plaats |        |
|  | 18 december                   | 18 december                   |   | 20 december       | 20 december  |        |
|  | Centraal-Afrikaanse Republiek | 2 (4)                         |   | Congo-Brazzaville | 2            |        |
|  | Kameroen                      | 2 (3)                         |   |                   | Kameroen     | 1      |

### Halve finale
|                                     |                    |       |                   |                                       |
| 18 december 2013 «onderlinge duels» | Gabon              | 1 – 0 | Congo-Brazzaville | Scheidsrechter: Mahamat Alhadj Allaou |
| 18 december 2013 «onderlinge duels» | Daniel Cousin 105' |       |                   | Scheidsrechter: Mahamat Alhadj Allaou |

|                                     |                               |       |          |                                                    |
| 18 december 2013 «onderlinge duels» | Centraal-Afrikaanse Republiek | 2 – 2 | Kameroen | Bitam (Gabon) Scheidsrechter: Yves Roponat Mbourou |
| 18 december 2013 «onderlinge duels» |                               |       |          | Bitam (Gabon) Scheidsrechter: Yves Roponat Mbourou |
| 18 december 2013 «onderlinge duels» | Strafschoppen                 |       |          | Bitam (Gabon) Scheidsrechter: Yves Roponat Mbourou |
| 18 december 2013 «onderlinge duels» | 4 – 3                         |       |          | Bitam (Gabon) Scheidsrechter: Yves Roponat Mbourou |

### Troostfinale
|                                     |                     |       |          |              |
| 20 december 2013 «onderlinge duels» | Congo-Brazzaville   | 2 – 1 | Kameroen | Francheville |
| 20 december 2013 «onderlinge duels» | Kololory 18', 45+1' |       |          | Francheville |

### Finale
|                                     |                                            |       |                               |                                                 |
| 21 december 2013 «onderlinge duels» | Gabon                                      | 2 – 0 | Centraal-Afrikaanse Republiek | Scheidsrechter: Esono Eyang (Equatorial Guinea) |
| 21 december 2013 «onderlinge duels» | Bonaventure Sokambi 33', Daniel Cousin 75' |       |                               | Scheidsrechter: Esono Eyang (Equatorial Guinea) |

| Winnaar CEMAC Cup 2013 |
| ---------------------- |
|                        |
| Gabon 1e titel         |

## Doelpuntenmakers
4 doelpunten
- Daniel Cousin

2 doelpunten
- Thierry Makon

1 doelpunt
- Moussa Limane
- Rudy Ndey
- Peque
- Thierry Fidjeu
- Edmond Mouele
- Bonaventure Sokambi
- Lionel Yacouya

Eigen doelpunt
- Thierry Makon (Tegen Gabon)

Congo-Brazzaville 2003 · Gabon 2005 · Equatoriaal-Guinea 2006 · Tsjaad 2007 · Kameroen 2008 · Centraal Afrikaanse Republiek 2009 · Congo-Brazzaville 2010 · Gabon 2013 · Equatoriaal-Guinea 2014